# Victor Zvunka

Victor Zvunka (2004)

Victor Zvunka (* 15. November 1951 in Le Ban-Saint-Martin, Lothringen) ist ein ehemaliger französischer Fußballspieler und heutiger -trainer ungarischer Abstammung. Er gehört zu den nicht einmal 20 Fußballern in Frankreich, die den traditionsreichen Landespokal sowohl als Spieler als auch als Trainer haben gewinnen können.

## Karriere als Spieler

### Verein
Als Spieler begann Victor Zvunka, dessen deutlich ältere Brüder Georges (1937–2022) und Jules (* 1941) gleichfalls Profifußballer waren, 1970 beim FC Metz. 1973 wechselte er zu Olympique Marseille, wo er seine erfolgreichste Zeit verbrachte. Er folgte dort als Innenverteidiger an der Seite von Marius Trésor positionsgenau seinem Bruder Jules, der zu diesem Zeitpunkt vom Spielfeld auf die Trainerbank wechselte. Mit Marseille, wo er bis 1981 blieb, hat Victor Zvunka 1976 den Landespokalwettbewerb gewonnen. Nach dem Abstieg OMs in die zweite Division (1980), ohne dass der sofortige Wiederaufstieg gelang, schloss Zvunka sich 1981 für zwei Jahre Stade Laval an; anschließend folgte Racing Paris als letzte Station bis 1985, wobei er ab 1984 als Spielertrainer bei dem dann in Matra Racing 1 umbenannten Klub tätig war. Insgesamt hat er es bei diesen vier Vereinen auf 368 Erstligabegegnungen gebracht, in denen er acht Treffer erzielte.

### Nationalmannschaft
Im März 1975 kam der „nüchterne und kopfballstarke“ Abwehrspieler bei einem 2:0-Sieg ausgerechnet über Ungarn im Prinzenparkstadion auch zu seinem einzigen Einsatz in der A-Nationalmannschaft Frankreichs.

## Trainertätigkeit
Seit Mitte der 1980er als Trainer tätig, gelangen ihm erst im frühen 21. Jahrhundert landesweit zur Kenntnis genommene Erfolge. 2004 hatte Zvunka als Trainer den Zweitligisten LB Châteauroux ins französische Pokalendspiel geführt, darin unterlag seine Mannschaft allerdings Paris Saint-Germain. Da Paris als Vizemeister an der Champions League teilnahm, nahm Zvunka mit Châteauroux dennoch an der ersten Runde des UEFA-Cups teil, schied darin allerdings gegen den FC Brügge aus. Fünf Jahre später gewann er, erneut mit einem Zweitligisten (EA Guingamp), den französischen Pokal sogar. Dadurch spielte seine Elf in der Folgesaison in der Qualifikation zur Europa League, in der die Bretonen allerdings in der Barrage gegen den Hamburger SV ausschieden. 2010 musste Guingamp sogar den Gang in die dritte Liga antreten. Von Februar bis Mai 2011 war Victor Zvunka dann beim Drittligisten AS Cannes tätig.
2021 wurde er erster Trainer des unter dem Namen neu antretenden Clubs Coton FC aus dem westafrikanischen Staat Benin.
Trainerstationen
- 1984–Oktober 1987: Matra Racing Paris
- Oktober 1987–Oktober 1988: US Valenciennes
- November 1988–1991: Chamois Niort
- 1991–September 1992: FC Toulouse
- Oktober 1992–1998: La Berrichonne de Châteauroux
- 1998–Januar 1999: OGC Nizza
- 1999/2000: SC Amiens
- Januar–Juni 2001: FC Lausanne-Sport
- 2001–2003: Stade Laval
- 2003–2005: La Berrichonne de Châteauroux
- 2005–2007: FC Gueugnon
- Oktober 2007–2010: EA Guingamp
- 2010–Sep.2010: Naval 1º de Maio
- Februar–Mai 2011: AS Cannes
- seit 2021: Coton FC

Quelle für die Stationen bis 2009:

## Belege und Anmerkungen
1. ↑  Auflistung dieser „Doppelsieger“ in France Football vom 12. Mai 2009, S. 8
2. ↑  Pécheral, S. 396 und 447
3. ↑  nach Stéphane Boisson/Raoul Vian: Il était une fois le Championnat de France de Football. Tous les joueurs de la première division de 1948/49 à 2003/04. Neofoot, Saint-Thibault o. J.
4. ↑  Chaumier, S. 321
5. ↑  Bénin : Coton Fc, la nouvelle grosse attraction du championnat. In: megasportsmedia.com. 3. November 2021, abgerufen am 20. Februar 2023 (französisch).
6. ↑  France Football vom 12. Mai 2009, S. 7